# Amplicephalus similis
Amplicephalus similis är en insektsart som beskrevs av Delong 1984. Amplicephalus similis ingår i släktet Amplicephalus och familjen dvärgstritar. Inga underarter finns listade i Catalogue of Life.